# Дивљанско врело
43° 10′ 23″ С; 22° 18′ 10″ И / 43.173° С; 22.302666° И
Дивљанско врело један је од многобројних крашки извор у кршу Источне Србије, који избија у атару села села Дивљана, на левој обали Коритничке реке, у непосредној близини пута Бела Паланка — Бабушница. Врело избија из кречњачког масива Суве планине у нивоу Коритничке реке. Због геолошког састава околине и сливног подручја, које заузима знатно пространство, Дивљанско врело се прехрањује водом падавина на читавој површини слива. Сматра се једним од прирдних богатстава Белопаланачке котлине и шире.

## Геоморфологија
Хидрогеолођка обележје простора Белопаланачке котлине даја простране масе карбонатних стена, претежно кречњака у којима је развијена карстификација, местимично чак иу карбонатним кластитима. Кречњачки масиви су међусобно одвојени регионалним тектонским структурама, између којих су спуштене Белопаланачка котлине са депонованим језерским седиментима формирајући чеоне хидрогеолошке баријере. Због тога се по ободу Белопаланачке јављају типична карстна врела различитих издашности и коефицијената неравномерности протицаја, што је директна последица величине сливног подручја и геолошке структуре.
То су: Белопаланачко врело (Qmin=100 l/s) у центру Беле Паланке, Мокрањско врело (Qmin=100 l/s), Дивљанско врело (Qmin=70 l/s), Коритничко врело (Qmin>50 l/s), Вргудиначко врело (Qmin=5 l/s), као и најатрактивније, Модро око (Qmin=110 l/s). Осим Коритничког врела, сва врела каптирана су за потребе водоснабдевања.
Највећи део сливног подручја врела чине карбонатне стене, са резервоарима од кречњака из којих и избија бистра планинска вода, високог квалитета.

## Хемијске особине воде.
Хемијски састав и бактериолошки налази вода са овог врела током дужег период посматрања задовољавајући за пиће. Једна од његових добрих карактеристика је и уједначена температура воде, која се константно креће од 12 до 13 °C.
Воде Дивљанског врела као и свих крашких врела Источне Србији и Белопланачке котлине, показују у целини слабу минерализацију. Према спорадичним анализама, она се креће од 210–360 mg/1 остатка испарења.
Замућења врела су запажена само изузетно као веома ретка и краткотрајна, док је просечна вишегодишња издашност врела износи 310 l/sec тј. Q = 0,31 m³/sec.
Извориште Дивљанског врела спада у једно од стабилнијих врела на територији нишког региона, јер је његов природни потенцијал у већем делу године уједначен. Проток воде је Q max = 800 l/sec vode.

## Експолатација врела
На самом изворишту, Дивљанског врела изграђена је каптажа, из које се вода гравитационо одводи и сакупља у прекидну комору „Дивљана“", и одакле користи за воодоснабдевање Дивљане, Беле Паланке и дугих насења, која су повезана на Нишавски регионални подсистема у склопу будућег регионалног Доње - Јужноморавског система водоснабдевања.